# Jarmila Králíčková
Jarmila Králíčková (ur. 11 maja 1944 w Pradze) – czechosłowacka hokeistka na trawie, bramkarka, medalistka olimpijska.
Uczestniczka letnich igrzysk olimpijskich w Moskwie w 1980. Wystąpiła jedynie w zremisowanym 2-2 meczu z kadrą Zimbabwe. Czechosłowackie hokeistki w swoim jedynym występie olimpijskim zdobyły srebrny medal.
Początkowo uprawiała lekkoatletykę. W latach 1961–1986 grała w klubie Slavia Praga, z którym jedenastokrotnie zdobywała mistrzostwo kraju. Od 1968 do 1982 grała w kadrze narodowej. W latach 80. reprezentowała hokej na trawie w Czechosłowackim Komitecie Olimpijskim, a w 1987 została członkiem Klubu Czechosłowackich Olimpijczyków.